# Syczek brązowy
Syczek brązowy (Otus siaoensis) – gatunek małego ptaka z rodziny puszczykowatych (Strigidae). Występuje endemicznie na wyspie Siau w indonezyjskiej prowincji Celebes Północny.
Gatunek niewielkiej sowy (długość ciała 17 cm) o stosunkowo dużej głowie i łapach, drobno prążkowanych skrzydłach i ogonie. Wcześniej uznawany za podgatunek syczka moluckiego (O. magicus) lub syczka jasnobrzuchego (O. manadensis). Wyodrębnienia dokonano na podstawie cech morfologicznych. Przypuszcza się, iż naturalnym środowiskiem występowania gatunku jest las. Gatunek znany tylko z holotypu zebranego w 1866 roku. Prowadzone są obserwacje, mające na celu potwierdzenie współczesnego występowania w naturalnym środowisku, nadal jednak brak jest potwierdzonych stwierdzeń. Wyspa Siau ulega wylesieniu. Zalesiony pozostaje tylko obszar znajdujący się powyżej 800 m n.p.m. IUCN uznaje syczka brązowego za gatunek krytycznie zagrożony (CR, Critically Endangered).